# بلدية تونانتينس
بلدية تونانتينس هي بلدية في البرازيل، تتبع الأمازون، بلغ عدد سكانها 15٬512  نسمة، في 2000، تبلغ مساحتها 6٬432٫677 كيلومتر مربع.